# Santa María del Tule
Santa María del Tule là một đô thị thuộc bang Oaxaca, México. Năm 2005, dân số của đô thị này là 8259 người.